# Joe Rankin-Costello
Joseph Scott Rankin-Costello, né le 26 juillet 1999 à Stockport, est un footballeur anglais qui joue au poste de défenseur avec le Charlton Athletic.

## Biographie

### En club
En janvier 2017, il signe son premier contrat avec Blackburn Rovers.
Le 4 octobre 2017, il fait ses débuts pour le club,.